# Nadja Bergknecht
Nadja Bergknecht, est une nageuse est-allemande.

## Carrière
Nadja Bergknecht remporte en 1984 le 100m nage libre aux championnats d’Europe juniors de natation.
Elle décroche une médaille d'or dans le 4 x 200 m nage libre aux Championnats du monde de natation de 1986 et bat le record du monde de l’épreuve,.